# Кагаян (река)
Кагаян (таг. Cagayan) — самая длинная и широкая река Филиппинского архипелага. Она протекает по северо-восточной части острова Лусон, пересекая территорию провинций Исабела, Кагаян, Кирино и Нуэва-Виская. Длина реки составляет около 505 км.

## Течение и притоки

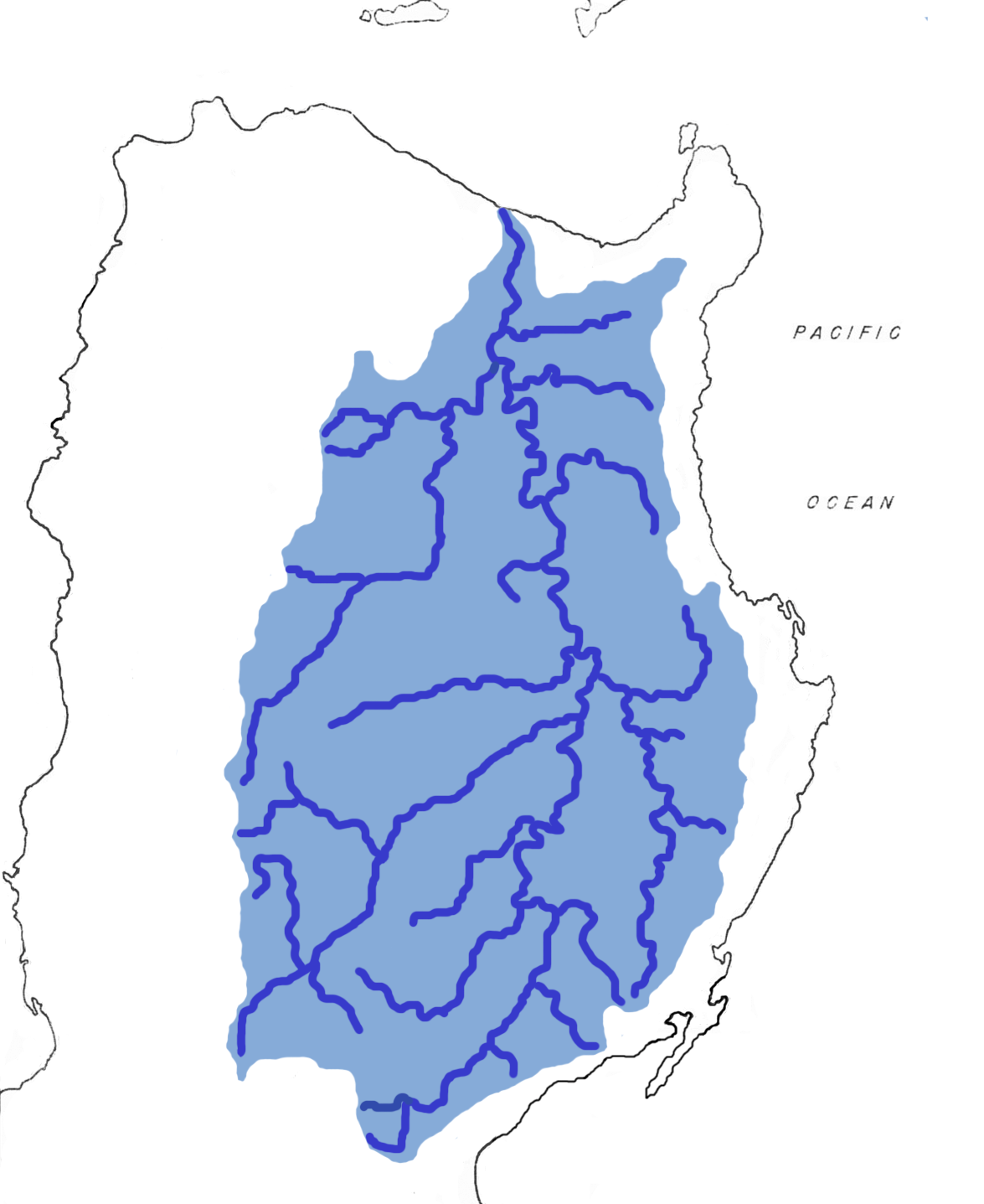
Водосборный бассейн реки Кагаян и его притоков, остров Лусон

Годовой сток — 9,3943 млн м³. Река берёт начало в горах Карабальо, в районе перевала Далтон на высоте 1524 м над уровнем моря. Затем она течёт по плодородной долине между двух горных систем, Центральная Кордильера и Сьерра-Мадре. Место впадения реки Кагаян — Лусонский пролив, между Южно-Китайским и Филиппинским морями, в районе города Апарри.
Левые притоки: Чико, Магат. Правые притоки: Илаган, Пинаканауан.

## Осадки и наводнения
Во время сезона дождей, длящегося с мая по октябрь, река Кагаян вместе с притоками получает обильную подпитку в виде осадков. Среднегодовой уровень осадков достигает 1000 мм в северной части течения реки и до 3000 мм — в южной, гористой части. Из-за особенностей рельефа вода течёт с гор медленно.
На реке часто случаются паводки, которые становятся причиной немалых человеческих жертв и существенных материальных потерь. Правительством страны вдоль реки создано несколько станций, предупреждающих об опасности наводнения.

## Флора и фауна
Вдоль реки Кагаян простираются девственные леса, одни из немногих незатронутых человеческой деятельностью лесов, оставшихся на Филиппинах. Здесь обитают многочисленные представители живой природы, которые относятся к эндемичным или исчезающим видам. Например, лусонский кровавогрудый куриный голубь, филиппинская гарпия, редкая речная рыба лудонг, которая из-за её вкусовых качеств находится в опасном для выживания вида состоянии.
В долине реки Кагаян в провинции Калинга найдены каменные орудия и скелет разделанного древними людьми индийского носорога вида Rhinoceros philippinensis (на 13 костях были обнаружены порезы, на двух плечевых костях — удары камнем), датируемые периодом между 777 и 631 тыс. лет назад.

## Экономическое значение
Река питает своими водами долину Кагаян, придавая почве высокую плодородность. Здесь выращивают такие культуры, как рис, кокосовую пальму, бананы, табак, цитрусовые, зерновые.
На притоках Магат и Чико возведены плотины. Работает несколько горнорудных приисков. В прилегающих провинциях действуют туристические программы.